# Pawel Stepanowitsch Kutachow

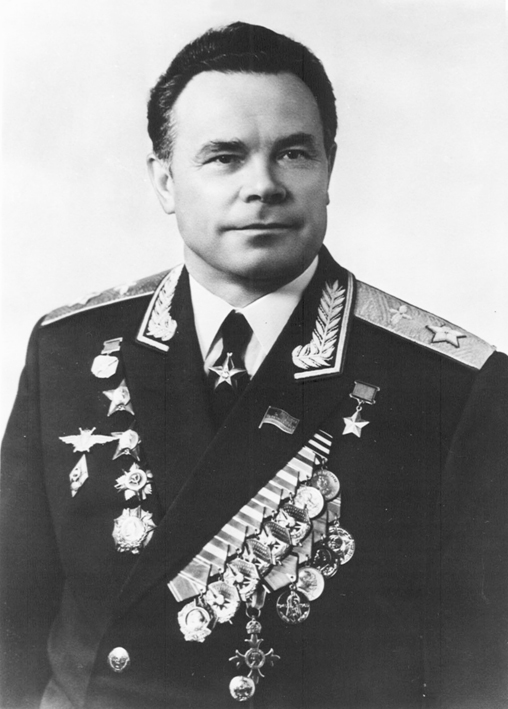
Pawel Kutachow

Pawel Stepanowitsch Kutachow, CBE (russisch Павел Степанович Кутахов, * 3.jul. / 16. August 1914greg. in Malokirsanowka, Gebiet des Donschen Heeres, Russisches Kaiserreich (heute Oblast Rostow, Russland); † 3. Dezember 1984 in Moskau) war ein sowjetischer Pilot und Hauptmarschall der Flieger.

## Leben
Nach seiner Schulausbildung in Taganrog arbeitete er als Mechaniker in der Flugzeugfertigung. 1935 trat Kutachow in die Rote Armee ein. 1938 schloss er die Militärfliegerschule in Stalingrad ab und nahm als Kettenkommandeur in einem Jagdfliegerregiment 1939 an der Besetzung Ostpolens sowie 1939/40 als Angehöriger des 7. und des 68. IAP (Jagdfliegerregiment) am sowjetisch-finnischen Krieg teil, wo er mit I-15bis 131 Einsätze flog. 1942 trat er in die WKP (B) ein.
Nach dem Beginn des Krieges gegen Deutschland wurde Kutachow im Juni 1941 stellvertretender Staffelführer im 145. IAP im Einsatz an der Karelischen Front, später übernahm er selbst eine Staffel der im April 1942 in 19. Gw IAP (Gardejagdfliegerregiment) umbenannten Einheit. Am 1. Mai 1943 wurde ihm, nach seinem Einsatz an der Leningrader Front im Range eines Majors und Staffelführer im 19. Gw IAP der Orden Held der Sowjetunion verliehen. Ab Mai 1944 kommandierte er das 20. Gardejagdfliegergeschwader. Während des Krieges absolvierte Kutachow 367 Einsätze. In 79 Luftkämpfen konnte er 14 Abschüsse erzielen, 28 weitere wurden ihm als Gruppenabschüsse zugesprochen. Nach Kriegsende stieg Kutachow zum Divisions- bzw. Korpskommandeur auf.
Im Jahr 1957 bestand er die Prüfung an der Militärakademie des Generalstabs. Dies ermöglichte es Kutachow, im Juli 1967 Stellvertreter des Oberkommandierenden und im März 1969 schließlich selbst Oberbefehlshaber der Luftstreitkräfte der Sowjetunion und auch Stellvertreter des Ministers für Verteidigung zu werden. 1971 wurde er in das ZK der KPdSU und als Deputierter in den Obersten Sowjet berufen. 1972 wurde er zum Hauptmarschall der Flieger ernannt.
Kutachow hatte wesentlichen Anteil an der Luftverteidigungsdoktrin des Warschauer Paktes. Mit seinen Theorien wies er den Weg zur Ausrüstung der sowjetischen Luftstreitkräfte mit modernem Material und schaffte die strategische Grundlage für die Verteidigungsbemühungen.
Darüber hinaus war er bei der Ausbildung der Kosmonauten beteiligt.
Für seine Verdienste wurde er neben vielen anderen Ehrungen 1983 mit dem Leninorden ausgezeichnet. Bereits 1966 war er zum „Verdienten Militärflieger der UdSSR“ ernannt worden. 1984 wurde Kutachow anlässlich seines siebzigsten Geburtstages nochmals als Held der Sowjetunion geehrt.
In der DDR wurde er 1977 mit dem Vaterländischen Verdienstorden in Gold ausgezeichnet.